# DX News
DX News, kurz DXN, deutsch etwa „Fernempfangs-Nachrichten“, ist eine in den ersten Jahrzehnten gedruckte, inzwischen auch elektronisch verfügbare amerikanische Fachzeitschrift zum Thema Rundfunkfernempfang. Hauptzielgruppe sind Mittelwellen- und Kurzwellenhörer (SWLs), aber natürlich auch Funkamateure (Hams).
Herausgegeben wird sie als Vereinszeitschrift des National Radio Club (NRC), des größten und ältesten DX‑Vereins Nordamerikas. Ein deutsches Pendant zum NRC ist die Assoziation Deutschsprachiger Kurzwellenhörer (ADDX).
Speziell während der frühen Jahre in der Geschichte des Hörfunks in der ersten Hälfte des 20. Jahrhunderts gab es viele engagierte Menschen, die es sich zum Hobby machten, möglichst weit entfernte Rundfunksender zu empfangen. Um diese Fernempfangs-Rundfunkhörer bei ihrem „DXen“, zunächst auf den Mittelwellenbändern, historisch hier zunächst mithilfe von Amplitudenmodulation (AM), und später auch auf den Kurzwellen-Bändern, besser zu informieren und sie bei ihrem Hobby zu unterstützen, wurde im Jahr 1933 die DX News gegründet.
Sie erscheint während der DX‑Saison wöchentlich mit Ausbreitungs- und Empfangsberichten sowie stets aktualisierten Listen der aus aller Welt empfangbaren Radiosender sowie einer nahezu vollständigen und sehr genauen Liste sämtlicher Rundfunksender der Vereinigten Staaten und Kanadas.
Mit Ausnahme der ersten elf Ausgaben aus dem Jahr 1933 und einiger weniger Einzelfälle sind inzwischen sämtliche DX News für den Zeitraum von 1933 bis 2010 als PDF-Dateien zum freien Herunterladen verfügbar (siehe Weblinks).